# كلاوس مورش الابن
كلاوس مورش الابن (مواليد 18 فبراير 1947) هو مبارز بالسيف نرويجي، مثّل بلاده في الألعاب الأولمبية الصيفية 1972.

## روابط خارجية
كلاوس مورش الابن على موقع أوليمبيديا (الإنجليزية)